# Dobo Airport
Dobo Airport (indonesiska: Bandar Udara Dobo) är en flygplats i Indonesien.   Den ligger i provinsen Moluckerna, i den östra delen av landet, 3 000 km öster om huvudstaden Jakarta. Dobo Airport ligger 17 meter över havet. Den ligger på ön Pulau Wamar.
Terrängen runt Dobo Airport är platt. Havet är nära Dobo Airport åt nordväst.  I omgivningarna runt Dobo Airport växer i huvudsak städsegrön lövskog.